# Corsept
Corsept település Franciaországban, Loire-Atlantique megyében. Lakosainak száma 2615 fő (2022. január 1.). Corsept Paimbœuf, Saint-Brevin-les-Pins és Saint-Père-en-Retz községekkel határos.

## Népesség
A település népességének változása:
| Lakosok száma | 807  | 1351 | 1633 | 2486 | 2710 | 2700 | 2667 | 2640 | 2658 | 2615 |
|               | 1968 | 1982 | 1990 | 2006 | 2013 | 2015 | 2017 | 2019 | 2020 | 2022 |